# Copa de Competencia (Liga Argentina)
A Copa de Competencia da LAF foi uma competição de futebol oficial entre clubes da Argentina.[carece de fontes?] Teve apenas duas edições, em 1932 e 1933,  ambas organizadas pela Liga Argentina de Football (LAF), uma associação de clubes de futebol dissidente da oficial, a Asociación Argentina de Football (Amateurs y Profesionale  (AAFAP) e, não reconhecida, na época, pela FIFA.  A Liga Argentina de Football (LAF) foi fundada em 18 de maio de 1931 e deixou de existir formalmente ao fundir-se com a Asociación Argentina de Football Amateurs y Profesionales em 3 de novembro de 1934 (data da constituição da Associação do Futebol Argentino).
As duas edições desta taça foram reconhecidas oficialmente pela Associação do Futebol Argentino (AFA) em 6 de agosto de 2013. Na oportunidade, a entidade formalizou a lista de vencedores de todas as competições nacionais desde 1900, entre amadoras e profissionais.

## História
A primeira e a segunda edição foram disputadas por 18 times do campeonato da Primera División em curso. A disputa da taça era no sistema "mata-mata" com jogos únicos, com direito a prorrogação, caso necessitasse. A competição foi dividida em várias fases: fase classificatória, quartas de final, semifinais e final. Todos os jogos foram realizados em campos neutros. Na primera edição em 1932, que se prolongou de 25 de maio a 4 de dezembro, o ganhador foi o River Plate, que superou o Estudiantes de La Plata, na partida final.
A segunda e última edição ocorreu de 13 de abril a 26 de novembro de 1933 e foi vencida pelo Racing Club, que derrotou o San Lorenzo na grande final realizada no estádio do Chacarita Juniors, em Villa Crespo.

## Edições

### Finais
| Ano  | Campeão     | Placar(es) | Vice-campeão            |
| ---- | ----------- | ---------- | ----------------------- |
| 1932 | River Plate | 3 – 1      | Estudiantes de La Plata |
| 1933 | Racing      | 4 – 0      | San Lorenzo             |

### Títulos por clube
| Time        | Títulos | Anos do título |
| ----------- | ------- | -------------- |
| River Plate | 1       | 1932           |
| Racing      | 1       | 1933           |